# Nueva Esperanza (San Juan de Bigote)
Nueva Esperanza es una localidad peruana ubicada en el distrito de San Juan de Bigote, en la provincia de Morropón del departamento de Piura, al norte del Perú. En el 2017 tenía una población de 53 habitantes según el INEI.